# Haar (Amt Neuhaus)
Haar (niederdeutsch Hoor) ist ein Ortsteil der Gemeinde Amt Neuhaus in Niedersachsen mit den Dörfern Darchau, Klein Banratz und Konau.

## Geographie
Der Ort liegt einen Kilometer südwestlich von Neuhaus und der B 195.

## Geschichte
Für das Jahr 1848 wird angegeben, dass Haar 39 Wohngebäude hatte, in denen 395 Einwohner lebten. Zu der Zeit war der Ort nach Stapel eingepfarrt, die Filialkirche und die Schule befanden sich im Ort. Am 1. Dezember 1910 hatte Haar im Kreis Bleckede 371 Einwohner. Nach der deutschen Wiedervereinigung wechselte der Ort am 30. Juni 1993 aus Mecklenburg-Vorpommern nach Niedersachsen in den Landkreis Lüneburg. Am 1. Oktober 1993 wurde Haar in die Gemeinde Amt Neuhaus eingemeindet.